# 松本謙三

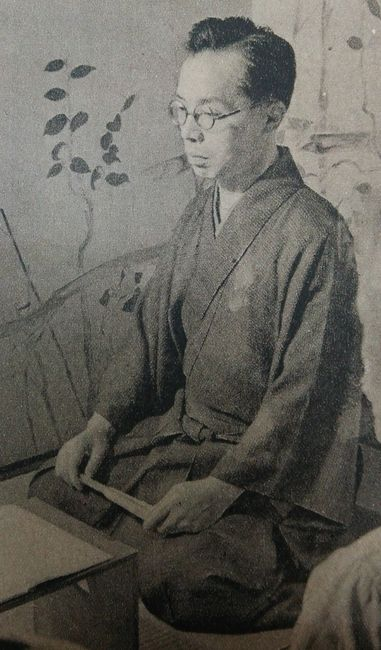
1947年

松本 謙三（まつもと けんぞう、1899年（明治32年）3月21日 - 1980年（昭和55年）9月15日）は、ワキ方下掛宝生流能楽師。重要無形文化財保持者（人間国宝）に認定。

## 来歴
富山県砺波郡城端町出身。1909年上京し11歳で宝生新の門下となる。1910年「岩船」のワキヅレで初舞台。同年「吉野天人」で初ワキ。17歳で秘曲「張良」の初演を許されるなど若くして才能を開花させ、ワキ方の第一人者として活躍。1933年霞会を発足し主宰。1957年より日本能楽会会員。1964年能楽使節団の一員としてヨーロッパに派遣される。1966年ワキ方で初の人間国宝に認定。
線が太く、堅実な芸風を基盤としながら、さまざまなシテに対処できる幅の広さも備えていた。
1953年芸術祭奨励賞。1969年勲四等旭日小綬章。

## DVD
能楽名演集1（NHKエンタープライズ、以下同）
- 宝生流「鉢木」近藤乾三、松本謙三
- 喜多流「頼政」喜多六平太 森茂好／「弱法師」友枝喜久夫 松本謙三

能楽名演集2
- 宝生流「羽衣」野口兼資 松本謙三／「綾鼓」高橋進 森茂好
- 喜多流「通小町」後藤得三 松本謙三／「鶴（新作能）」喜多実

能楽名演集3
- 観世流 能『卒都婆小町』梅若六郎 松本謙三／半能『松虫』梅若六郎 豊嶋十郎